# Valea Zalanului
Valea Zălanului (hongrois : Zalánpatak, allemand : Zalaner Glashütte) est un hameau dépendant de la commune de Malnaș dans le judet de Covasna situé dans la région roumaine de Transylvanie. Il est situé dans la partie nord du județ, au pied des Monts Baraolt.

## Localisation
C'est un hameau isolé de 120 habitants situé à 70 km de Sfântu Gheorghe, dans le style traditionnel des villages du Pays sicule. La plupart des habitants sont d'origine hongroise.

## Historique
Le village a été fondé au XVIIe siècle par une famille Kalnoky qui y avait créé des ateliers de verrerie. Cette activité a disparu au début du XXe siècle.

### Village princier puis royal
En 2008 alors qu'il n'était encore que prince de Galles, le roi Charles III a acheté dans ce village trois bâtiments plus que centenaires qu'il fit rénover. Il les utilise depuis comme résidences secondaires à son usage mais ils sont disponibles à la location en dehors de ses séjours,.
En mai 2011 et en mai 2014, la ville a reçu sa visite,.
En avril 2012, lors de sa première visite en Roumanie, le prince Harry a séjourné à Valea Zălanului.
En juin 2023, quelques jours après son couronnement, lors de son premier voyage à l'étranger en tant que souverain, le roi Charles III s'est arrêté quelques jours dans sa résidence de Valea Zălanului,,. Bien qu'il s'agisse d'un tout petit village, Valea Zălanului est devenu célèbre du fait que Charles l'ait choisi comme lieu de repos, ravi par la paix et le naturel du lieu ainsi que par la chaleur des habitants.

« J'en suis venu à aimer la Roumanie - votre culture et votre art, votre patrimoine et votre histoire, vos vastes paysages et votre biodiversité inestimable...
La Roumanie a préservé, dans ses forêts millénaires, un paysage rural authentique et à travers quelques exemples exceptionnels d'agriculture durable, une richesse naturelle unique. »

— Roi Charles III, Bucarest, 3 juin 2023